# フランシス (アイドル)
フランシス（Frances、2000年12月27日 - ）は、日本・台湾のアイドル、歌手、タレントである。ハロー!プロジェクト及びハロプロ台湾に所属していた大小姐の1人。本名は吳 兆絃（ウー ツァオシェン）。

## 人物
- ハロー!プロジェクト初の海外オーディション「早安家族NEW STAR」において年少組の候補者。同オーディション[2]では愛子とともに「早安幼幼組」と呼ばれていた。
- 同ユニットメンバーの愛子とは家族ぐるみの付き合いをしている。
- フランス人と台湾人とのクォーターである。
- 2009年1月 ハロプロコンサートに出演、3月にハロプロメンバー入り。
- 地元（台湾）のイベントに多数出演している
- 2020年、中国文化大学の芸術学部に進学[3]